# Daljnovidnost
Daljnovídnost ali hipermetropíja (latinsko hyperopia) je motnja vida, ki nastane zaradi nepravilne oblike zrkla. Slednje je namreč po vzdolžni (vodoravni) osi prekratko in posledica tega je, da se slika, ki jo oko vidi, izostri za mrežnico. 
Prizadeto oko ne more fokusirati (izostriti) slike bližnjih predmetov, v redkih primerih pa oko ni sposobno izostriti slike na kakršnikoli razdalji.
Težavo odpravimo z bikonveksno oz. zbiralno (tudi plus) lečo.